# 2001年太平洋颶風季
2001年太平洋颶風季是每年一度全球熱帶氣旋產生週期的一部分。東太平洋颶風季從2001年5月至2001年11月結束；而中太平洋颶風季從2001年6月開始，至2001年11月結束。本條目的範圍僅侷限於赤道以北及國際換日線以東的太平洋，於赤道以北及國際換日線以西的太平洋水域產生的風暴則被稱為颱風，並被列入2001年太平洋颱風季。在中東太平洋產生的熱帶風暴是由美國國家颶風中心及中太平洋颶風中心命名，國際編號為xxE或xxC。

## 風暴

### 第二C號熱帶低氣壓
'

## 風暴名稱

### 東太平洋
下面的名字將被用於於2001年在東北太平洋形成而又被命名的風暴。如果有退役名稱的話，將由世界氣象組織在2002年春天宣布。在這個名單中未退役的名字將在2007年的風季中再次使用。這是的1995年風季使用相同的名單，但在2001年使用的名字清單中，新名字「Ivo」取代了「Ismael」。
| - Adolph - Barbara - Cosme - Dalila - Erick - Flossie - Gil - Henriette | - Ivo - Juliette - Kiko - Lorena - Manuel - Narda - Octave - Priscilla（未用） | - Raymond（未用） - Sonia（未用） - Tico（未用） - Velma（未用） - Wallis（未用） - Xina（未用） - York（未用） - Zelda（未用） |

### 中太平洋
下列名稱將用於2001年在中太平洋形成的風暴。
| - Alika（未用） | - Ele（未用） | - Huko（未用） | - Ioke（未用） |

### 被除名的熱帶氣旋名稱
第35次世界氣象組織颱風委員會會議中，Adolph因出於政治考慮後除名，並由Alvin取代。

## 外部連結
- 中太平洋颶風中心：季度总结（页面存档备份，存于）、2001年熱帶氣旋報告（页面存档备份，存于）
- 美國國家颶風中心：2001年熱帶氣旋公告存檔（页面存档备份，存于）、2001年熱帶氣旋報告（页面存档备份，存于）